# Alain Ducellier
Pour les articles homonymes, voir Ducellier.
Alain Ducellier, né le 5 mai 1934 à Paris et mort le 29 septembre 2018 à Toulouse est un historien français professeur à l'Université de Toulouse-Le Mirail, spécialisé dans les études byzantines et le christianisme au Moyen-Orient. Il est l'auteur ou l'éditeur de plus de 40 livres.
En 2004, un recueil de mélanges a été publié en son honneur : Byzance et ses périphéries : hommage à Alain Ducellier.

## Biographie
Le père d'Alain Ducellier est un haut fonctionnaire des postes originaire de Castres. Par sa mère il descendait  d’un tailleur juif hongrois ayant fui les pogroms de Kaposvar. Il est aussi le frère du peintre Pierre Ducellier-Windorf.
Scolarisé au lycée Janson-de-Sailly, lauréat du concours général en composition française, passionné de musique, il choisit les Langues orientales avant de se tourner vers l’histoire, à la Sorbonne.
Il est l'élève de Paul Lemerle  qui dirige sa thèse d'État sur La façade maritime de l'Albanie au Moyen Age(1976).
Il est reçu à l’agrégation en juillet 1959, et nommé au lycée de Reims. Au cours de ses deux ans de service militaire il est affecté  dans les Renseignements généraux. Il opte ensuite pour le statut de coopérant à la faculté des lettres et des sciences humaines de Tunis. Il y enseigne de 1961 à 1967.
Toute sa carrière se déroule ensuite à  l’université du Mirail, jusqu'à sa retraite en 2003.
S'il est spécialiste de Byzance et des mondes chrétiens d’Orient, il se consacre aussi aux migrations, notamment dans l’ouvrage, en collaboration, Les chemins de l’exil. Bouleversements de l’Est européen et migrations vers l’Ouest à la fin du Moyen Âge, et aux questions contemporaines : monde balkanique, et diasporas de Méditerranée.

## Publications
- Les Byzantins, Paris, éditions du Seuil, 1963 (collection « Le Temps qui court »), édition remaniée, 1988 (collection « Points Histoire »).
- Le miroir de l'Islam ; musulmans et chrétiens d'Orient au Moyen Âge (VIIe-XIe siècles), Paris, Julliard, 1971.
- Le drame de Byzance : idéal et échec d'une société chrétienne, Hachette, 1976.
- Avec Michel Kaplan, et Bernadette Martin-Hisard, Le Proche-Orient médiéval : des Barbares aux Ottomans, [Paris], Hachette, 1978.
- La façade maritime de l'Albanie au Moyen Âge : Durazzo et Vlorë du XIe au XVe siècle, Thessalonique, Institut des études balkaniques, 1981.
- L'Albanie de l'entre Byzance et Venise, Xe-XVe siècles, Londres, Variorum reprints, 1987.
- Byzance et le monde orthodoxe, Paris, A. Colin, 1986.
- Les Byzantins : histoire et de la culture, Paris, Seuil, 1986.
- L'Église byzantine : entre pouvoir et esprit (313-1204), Paris, Desclée, 1990.
- Chrétiens d'Orient et islam au Moyen Âge : VIIe-XVe siècle, Paris, A. Colin, 1996.
- Avec Michel Kaplan et Michel Balard, Byzance, IVe-XVe siècle, Paris, Hachette, 1997
- Avec Michel Balard, Le partage du monde : échanges et colonisation dans la Méditerranée médiévale, Paris, Publications de la Sorbonne, 1998.